# Fiat 124
El Fiat 124 es un automóvil de turismo del segmento C diseñado por Fiat en 1966 como sustituto de los Fiat 1300/1500, donde se comercializó hasta 1974 tras su relevo por el Fiat 131.
Fuera de Italia, el 124 fue producido y comercializado en multitud de países, tanto en su versión original como en sus derivados hasta bien entrado el siglo XXI, siendo considerado como uno de los automóviles más prolíficos de la historia, destacando el SEAT 124 español y el Lada Riva soviético.
Disponible inicialmente como sedán de cuatro puertas, incorpora a la gama una versión familiar de cinco puertas a partir de 1967 y, posteriormente, un cupé de cuatro plazas y un descapotable de dos plazas. Ese mismo año es elegido Coche del Año en Europa.

## Historia
El progetto 124 nació en 1963 como sustituto del modesto Fiat 1100 -tipo 103-, sobre la idea de desarrollar una versión simplificada del Fiat 1300 -tipo 116- con el nuevo motor de cinco apoyos con código "124" que estaba siendo diseñado ex profeso por Aurelio Lampredi y que daba nombre al proyecto. 

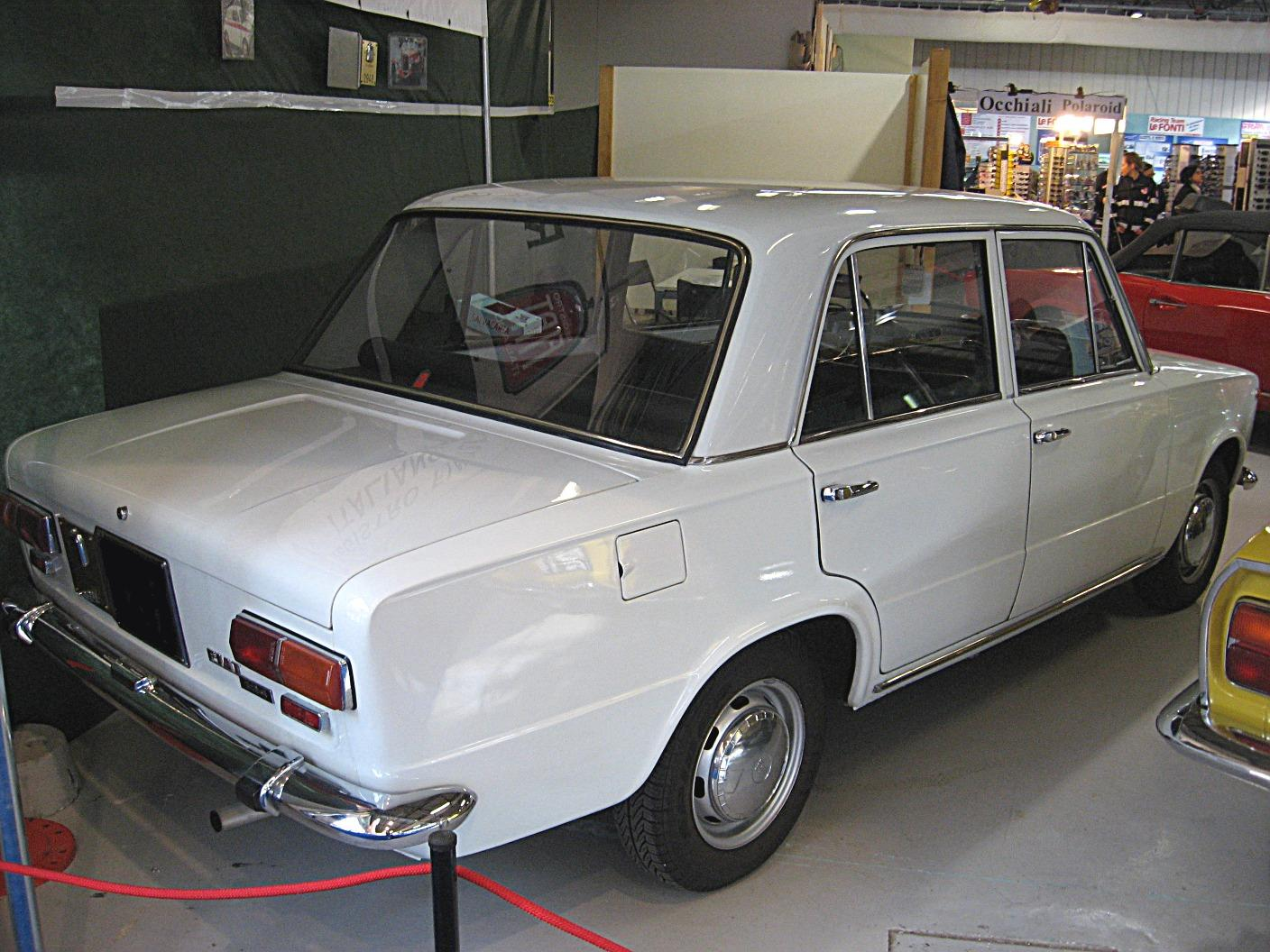
Fiat 124 de la primera serie.

Sin embargo, a medida que evoluciona, Fiat negocia varios acuerdos de fabricación bajo licencia de un nuevo cinco plazas más ligero y barato de producir que los Fiat 1300/1500, responsabilidad que recae en el nuevo proyecto que crece hasta situar su batalla a sólo 4 cm de la de los 1300 y 1500, superándolos incluso en anchura. Su aparición supuso la reorganización de la gama, forzando la desaparición un tanto prematura de los 1300 y 1500 de 1961 y la modernización de los 1100 y 1500 "C" -versión de batalla larga del 1500- para dotarles de una estética similar a la del nuevo modelo. El primero se convertiría en el 1100 R "Rinnovata", complemento económico del 124 normal hasta la aparición del Fiat 128, mientras que sobre la plataforma del Fiat 1500 C se desarrollaría el nuevo Fiat 125, con la suspensión trasera por ballestas del Fiat Dino y una carrocería modernizada que empleaba las puertas, techo y parte de la estampación del 124, pero con una habitabilidad mayor que lo situaba ligeramente por encima del 124 Special.
Como era habitual en la marca la dirección del proyecto recayó en Dante Giacosa, director del departamento de ingeniería. Giacosa había estado también al frente de los proyectos 109 -Autobianchi Primula- y del experimental 123 sobre distintas configuraciones de motores y transmisiones, en los que acabó convencido de las ventajas de la que luego sería conocida como "disposición Giacosa", concebida para el Autobianchi Primula y futuro estándar mundial. Por esta razón plantea a la compañía la posibilidad de utilizar como base del 124 la variante "E4" del proyecto experimental, cuyo prototipo con tracción delantera y motor transversal, caja de cambios con engrase separado, semiejes de diferente longitud y dirección de cremallera, estaba prácticamente listo para producción aunque utilizaba un motor de tres cilindros refrigerado por aceite.
Sin embargo los acontecimientos en Simca, de la que Fiat era accionista mayoritario, precipitaron la génesis del 124 tal y como sería presentado años después. En 1963 Fiat pierde el control de su filial francesa con la entrada de capital estadounidense del grupo Chrysler y la renuncia del patrón Pigozzi, desencadenando la vuelta a Turín del equipo técnico a los mandos del ingeniero Oscar Montabone, muy próximo a la familia Agnelli que se convierte en superior jerárquico de Giacosa como ingeniero adjunto a la dirección.
Bajo su influencia la dirección de la compañía rechaza el planteamiento de Giacosa, manteniendo la esencia del proyecto original que gravitaba sobre el desarrollo del nuevo motor 124 de cinco apoyos, acompañado de soluciones técnicas fáciles de producir fuera de Italia, primando la robustez y la contención de los costes. 
La propuesta ya madura del proyecto experimental sería transferida por su parte a la filial Autobianchi, adaptando la variante superior del nuevo motor 124 a la disposición transversal, sentando así las bases del futuro Autobianchi A111 (1969), sucesor del Primula y test a gran escala de la tracción delantera antes del lanzamiento del Fiat 128 ese mismo año. 
Paralelamente Simca, que había comenzado en 1962 el desarrollo del proyecto "VLBB" también inspirado en el Autobianchi Primula, continúa con el desarrollo del vehículo -ya como proyecto 928- sobre la base de la "disposición Giacosa", para convertirse en el Simca 1100 (1967), a la postre uno de los mayores rivales de los Fiat 124 y 128.
Elegida básicamente la propuesta del equipo de Oscar Montabone de la oficina técnica, la berlina y el familiar serían diseñados en el propio centro de estilo Fiat siguiendo la moda italiana "trapezoidal" iniciada por el Alfa Romeo Giulia (1962), que mejoraba la aerodinámica y proporcionaba una sorprendente habitabilidad frente al Fiat 1300. Mario Boano —con experiencia en diseños para Ferrari— fue el diseñador del Fiat 124 Sport Coupe de líneas mucho más clásicas, especialmente en su versión inicial "AC", diseñándose fuera de Fiat sólo la versión Sport Spider, obra de Tom Tjaarda para el carrocero italiano Pininfarina, que se ocupó además de su producción y comercialización como Pininfarina Spidereuropa y Spider Azzura hasta bien entrados los años 80.
En el apartado mecánico sin embargo, el diseño continuista de Montabone se modifica con la incorporación de la suspensión trasera ideada por el ingeniero Adolfo Messori del departamento de pruebas. Pese a un coste unitario superior a la suspensión por ballestas derivada del 1300/1500 de la propuesta inicial, su menor peso suspendido la hacía especialmente adecuada para carrocerías ligeras, lo que permitió contener el peso y coste del conjunto sin temor a perjudicar el comportamiento. Como resultado, pese al conservadurismo de su concepción, el nuevo Fiat aunaba soluciones vigentes y probadas como la suspensión delantera por dobles triángulos o la dirección por tornillo sin fin, con otras innovadoras como los cigüeñales de cinco apoyos en todos los motores, los frenos de disco en las cuatro ruedas o unas suspensiones traseras muy elaboradas.
Para no elevar excesivamente los costes frente a los de la suspensión prevista inicialmente, el modelo normal utilizaba originalmente una transmisión por tubo de par muy similar a la empleada por General Motors  en su plataforma pequeña . Se trababa de un eje rígido con dos brazos longitudinales y un tubo de par en extensión del diferencial que cubría la segunda sección del árbol de la transmisión y basculaba sobre el chasis, permitiendo una transmisión semiarticulada que sólo necesitaba una junta entre las dos secciones y en la que el propio tubo controlaba el par de reacción sin necesidad de brazos superiores . Dicho esquema, adoptado también por los primeros SEAT, sería criticado unánimemente por la prensa de la época  por afectar negativamente al comportamiento en carretera, apareciendo incluso mecanismos en el mercado de accesorios para mitigar el problema, como el kit de "barra Stromberg"  para controlar la tendencia del tren a girar sobre sí mismo. Finalmene el puente del 124 normal italiano fue sustituido en España por la transmisión/suspensión del Fiat 124 Special que se extiende a toda la gama , pasando a montar una transmisión semihotckiss de cinco brazos , con tirantes de reacción superiores .
Por lo demás ambos sistemas montaban elementos muy modernos como los brazos de empuje rígidos en lugar de los ballestines de empuje y reacción tipo Fiat 1800/2100, una barra Panhard anclada convencionalmente y no junto al diferencial como en modelos anteriores, y en la versión normal una barra estabilizadora situada por delante del diferencial. 
La gama se desdoblaba en los modelos normal, con el motor de árbol lateral de 1197 c.c. y una potencia máxima al freno de 60 CV acoplado a una caja de cambios manual de cuatro velocidades sincronizadas, y el Fiat 124 S o "Special"  con el motor de 1438 c.c. y un rendimiento de 70 CV (DIN) (modelo en el cual se basó Fiat para la concepción del futuro SEAT 1430 que Seat produciría en Barcelona). Finalmente los "bialbero" se reservaron inicialmente para el Fiat 125 hasta la aparición del Fiat 124Special T. Todos los grupos motores fueron diseñados por el ingeniero Aurelio Lampredi, permitiendo ya desde el de 1197 c.c unas desconocidas prestaciones en la época (más de 145 km/h de velocidad punta) con unos consumos aceptables. La versión familiar por su parte fue dotada de un desarrollo final más corto que favorecía las aceleraciones a plena carga.
Cuando se presentó en Italia en 1966, la versión normal salió a la venta por una cantidad apenas superior al millón de liras, 70.000 menos que el Autobianchi A111 y más de 100.000 inferior al del Fiat 1300 al que venía a suceder, aunque el cuidado y la calidad en la realización de aquel sería recordado por sus antiguos propietarios. Su diseño básico apenas varió con los años. En 1970 aprovechando una leve reestilización se incorpora a toda la gama el servofreno junto con la transmisión y el puente trasero del Special; el pedal del acelerador pasa a ser de tipo colgante en lugar de articular sobre el suelo como anteriormente, y se introduce el propulsor Bialbero de 1438 cc y 80 CV (DIN) de potencia máxima procedente de los Fiat 124 Sport (sin equivalente SEAT) en los Fiat 124 Special T. En 1972, coincidiendo con la presentación del Fiat 132, se vuelven a realizar leves modificaciones estéticas (nueva parrilla, extractores de aire en los montantes traseros y manetas en las puertas como las del "Special" para la berlina base y el familiar), incrementándose el rendimiento en 5 HP (DIN) en los dos propulsores de árbol de levas lateral, y apareciendo, a raíz del cese de producción del Fiat 125, el 124 Special T con el motor biárbol de 1592 cc y un rendimiento de 95 CV (DIN) procedente del nuevo Fiat 132 (modelo en el cual se basaría al año siguiente el SEAT 1430 Especial 1600, idéntico salvo en detalles de presentación). 
El Fiat 124 fue uno de los coches más fabricados en la historia del automóvil, siendo construido bajo licencia en medio mundo. Aparte de por SEAT en España, fue construido por VAZ en la Unión Soviética totalizando más de 15.000.000 de Zhiguli en series Lada 2101 y posteriores hasta 2012. También se fabricó bajo licencia en Turquía, Bulgaria, Corea del Sur, Sudáfrica, Tailandia, Uruguay, Venezuela o Zambia. Fue sustituido en la gama Fiat por el Fiat 131 en 1974, dos años después de que el Fiat 132 sustituyese al Fiat 125.

## Fiat 124 Berlina / Familiar

### Diseño y mecánica
El 124, a pesar de ser un modelo completamente nuevo, partía de soluciones técnicas clásicas (propulsión clásica y eje posterior rígido, equipando muelles helicoidales y amortiguadores telescópicos coaxiales). Su diseño tenía una angulosa línea de tres volúmenes. El motor era el clásico cuatro cilindros de árbol de levas lateral con 1197 cc y una potencia máxima de 60 CV (DIN), acoplado a una caja de cambios manual de cuatro velocidades sincronizadas más marcha atrás. Este motor, diseñado por el italiano Aurelio Lampredi, permitía unas buenas prestaciones para la época (145 km/h) y unos consumos muy razonables. La versión familiar (presentada unos pocos meses después) era mecánicamente idéntica a la berlina, pero tenía una reducción final más corta que favorecía la aceleración a plena carga. En 1972 se realizaron leves modificaciones estéticas (nueva parrilla posterior y manetas en las puertas como las del «Special»), y afectaron únicamente a la berlina base y al familiar. Los principales cambios afectaron a los motores, cuya potencia se incrementó unos 5 CV de media en todas las versiones.

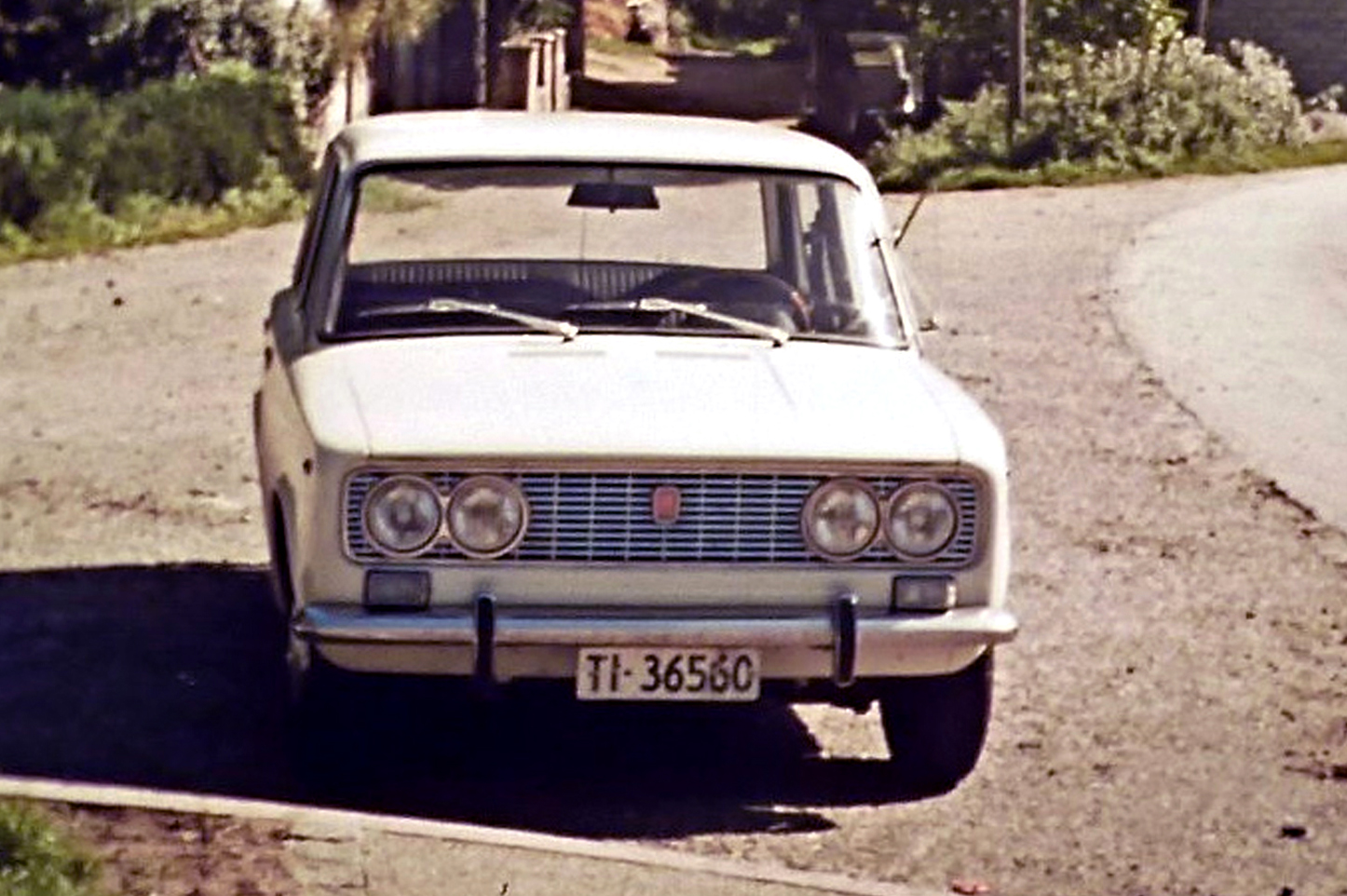
Fiat 124 Special
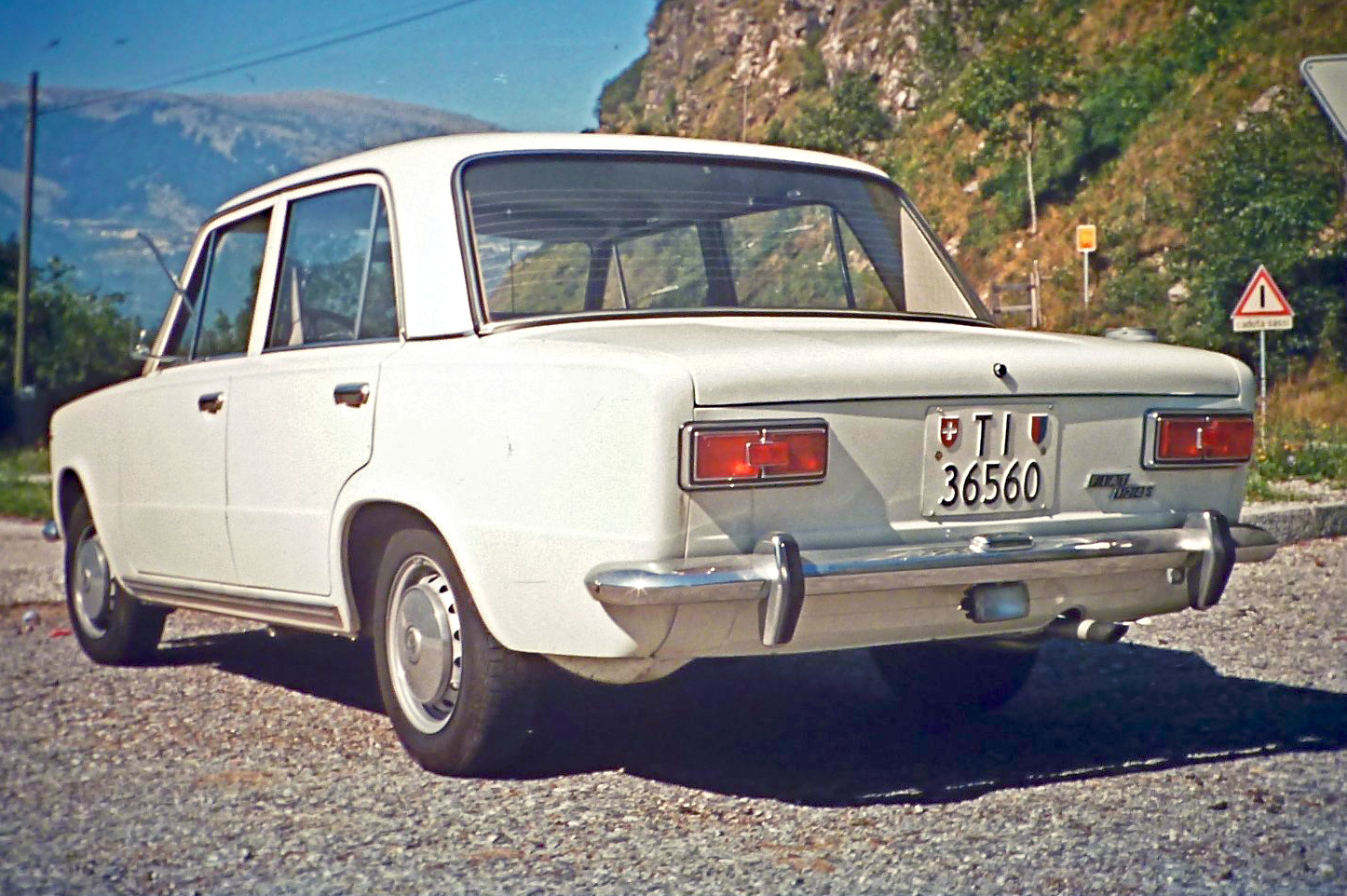
Fiat 124 Special
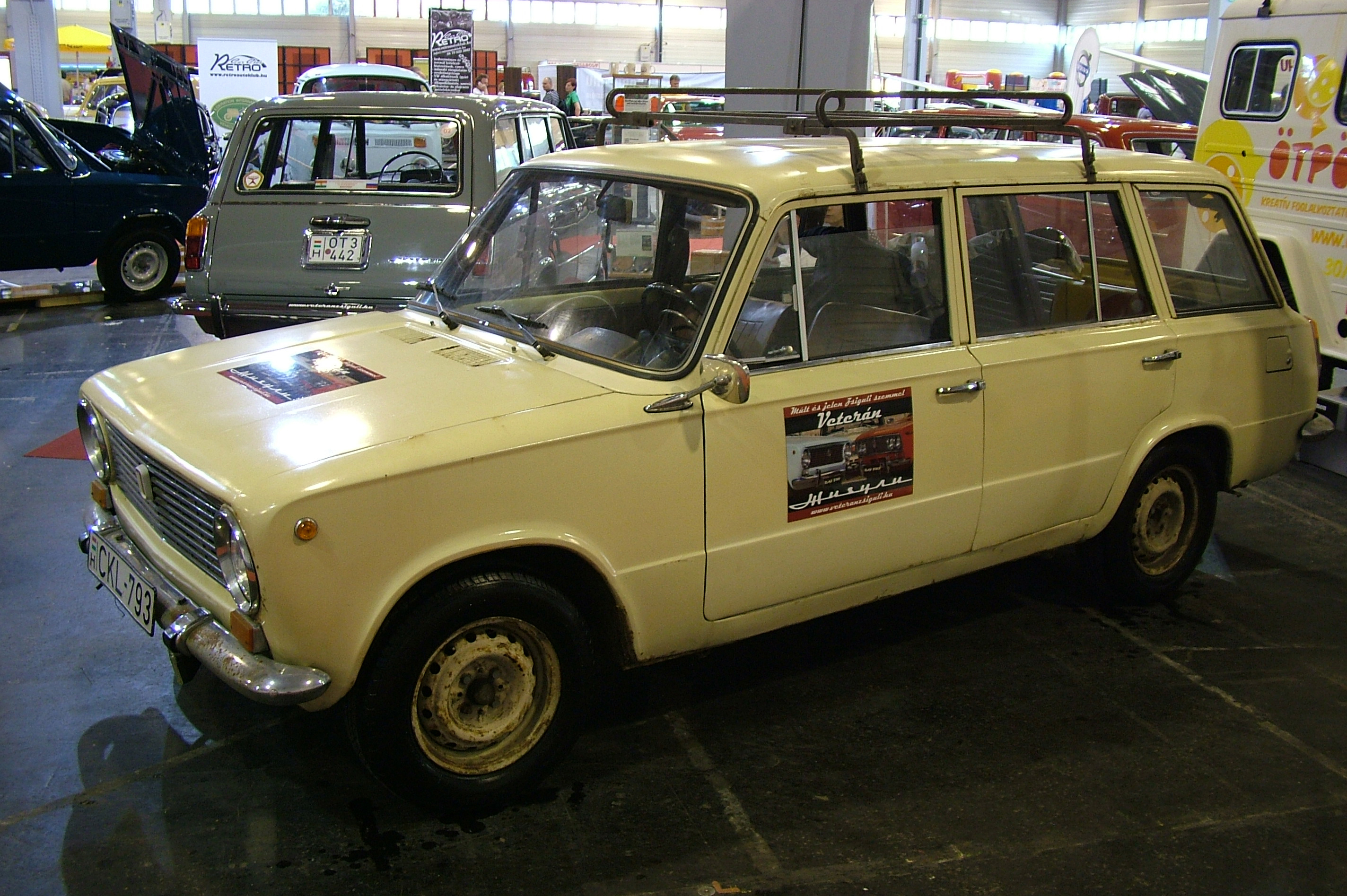
Fiat 124 Familiare (1974)

### Motores
- 1200 (1197 cc) - 60 PS (44 kW; 59 CV) - 66 PS (49 kW; 65 CV) (1966–1974)
- 1400 (1438 cc) - 70 PS (51 kW; 69 CV) - 75 PS (55 kW; 75 CV) (1968–1974)
- 1400 Special T (1438 cc) Twin Cam - 80 PS (59 kW; 80 CV) (1968–1972)
- 1600 Special T (1592 cc) Twin Cam - 95 PS (70 kW; 95 CV) (1973–1974)
- Abarth Rally (1756 cc) Twin Cam - 128 PS (94 kW; 128 CV) (1972–1973)

## Fiat 124 Sport Coupé
El 124 Sport Coupé fue diseñado como un tres volúmenes por Mario Boano, conocido por el diseño de la carrocería del Ferrari 250 GT «Boano». Mario Boano fue contratado por FIAT y se hizo responsable del diseño del grupo del Centro Stile Fiat, mientras que el Spider fue diseñado por Pininfarina. El Spider y Coupé comparten la misma plataforma básica que el 124 Berlina y se utilizaron tantas partes como sea posible del 124 Berlina de 1966 , sin embargo, el Spider tuvo unos 14 cm de distancia entre ejes más corta.
El 124 Sport Coupé fue un cuatro plazas y se vendió con cuatro motores Fiat Twin Cam: 1438, 1592, 1608 y 1756 cc. La diferencia entre un motor y el otro residía en la modificación de la medida de la carrera y diámetro. La caja de cambios fue de cinco velocidades sincronizadas más marcha atrás, opcional en la primera generación y de serie en las posteriores. El 124 Coupe fue vendido en tres series: AC, BC y CC.
- 1.ª serie, AC (1966 - 1969)
- 2.ª serie, BC (1969 - 1972)
- 3.ª serie, CC (1972 - 1975)

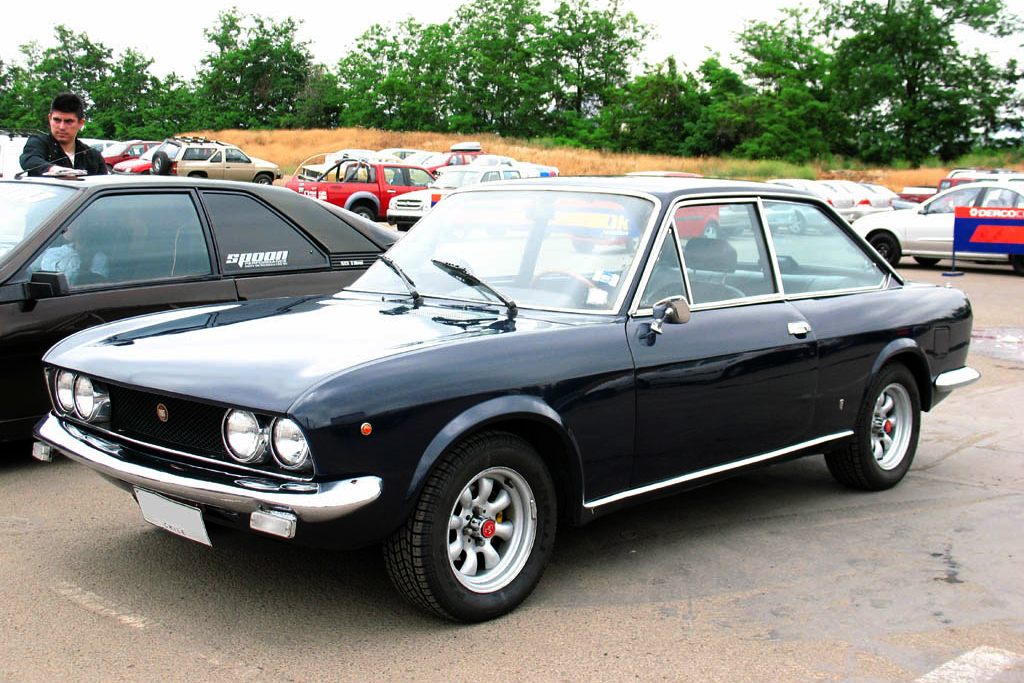
Fiat 124 Sport Coupe 2ª serie (1971)
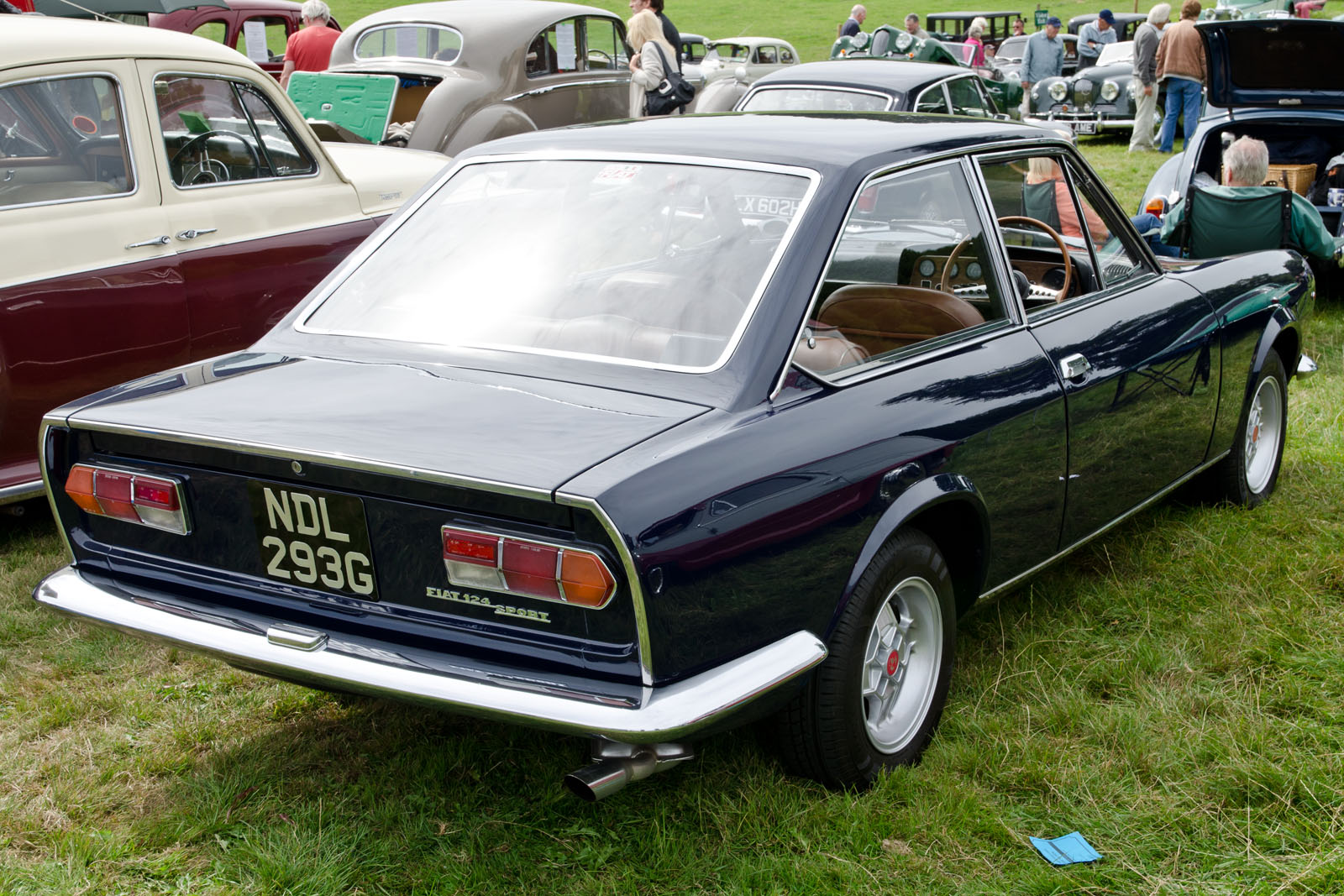
Fiat 124 Sport Coupe 1ª serie (1969)
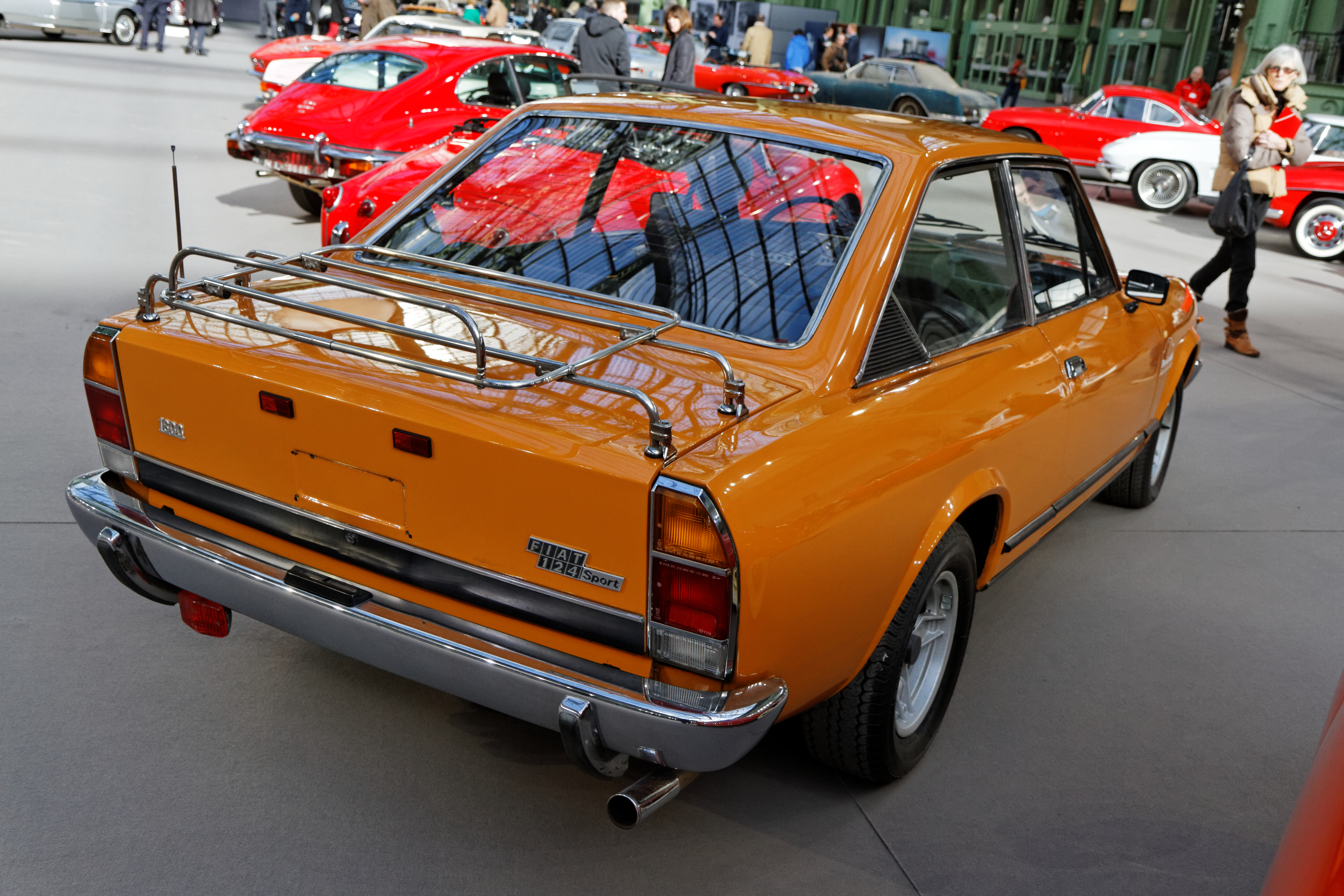
Fiat 124 Sport Coupe 3ª serie (1976)

## Fiat 124 Sport Spider
El 124 Sport Spider es un turismo deportivo descapotable 2 + 2 comercializados por Fiat entre 1966 y 1980 - habiendo debutado en el 11 1966 Salón del Automóvil de Turín. Diseñado y fabricado por la italiana Carrozzeria Pininfarina, Fiat y Pininfarina lo continuaron comercializando como el Spider 2000 entre 1979 a 1982. Pininfarina por sí mismo asumió la comercialización del automóvil desde 1983 hasta el final de su producción en 1985 - como el Pininfarina Azzurra Spider.
La carrocería convertible fue diseñado por Tom Tjaarda, que utilizó sus diseños anteriores del Prototipo de Chevrolet Corvette «Rondine» y Ferrari 275 GTS. Varios años después, en 1981, en el 50 aniversario de Pininfarina, este hecho se acentúa por la producción de la Edición 2000 de Spider Fiat Pininfarina 50 º aniversario (de oro).
En 1972 una versión deportiva del Spider se reveló. Esto fue necesario para una homologación de su versión de rallies, que obtuvo un éxito notable. Los modelos vendidos en salas de exhibición se comercializan como 124 CSA (C-Spider-Abarth). Rendía una potencia máxima de 128 HP (DIN). El Fiat Fiat 124 Abarth Rally equipaba dos carburadores dobles Weber 44 IDF a diferencia de los habituales 124 cupés y spiders que están dotados de carburadores Weber 40 FDI. El 124 Sport Spider fue vendido en tres series: AS, BS, CS y DS para la 4.ª serie Pininfarina Spider.
- 1.ª serie, AS (1966 - 1969)
- 2.ª serie, BS (1969 - 1972)
- 3.ª serie, CS (1972 - 1983)
- 4.ª serie, DS (1983 - 1985)

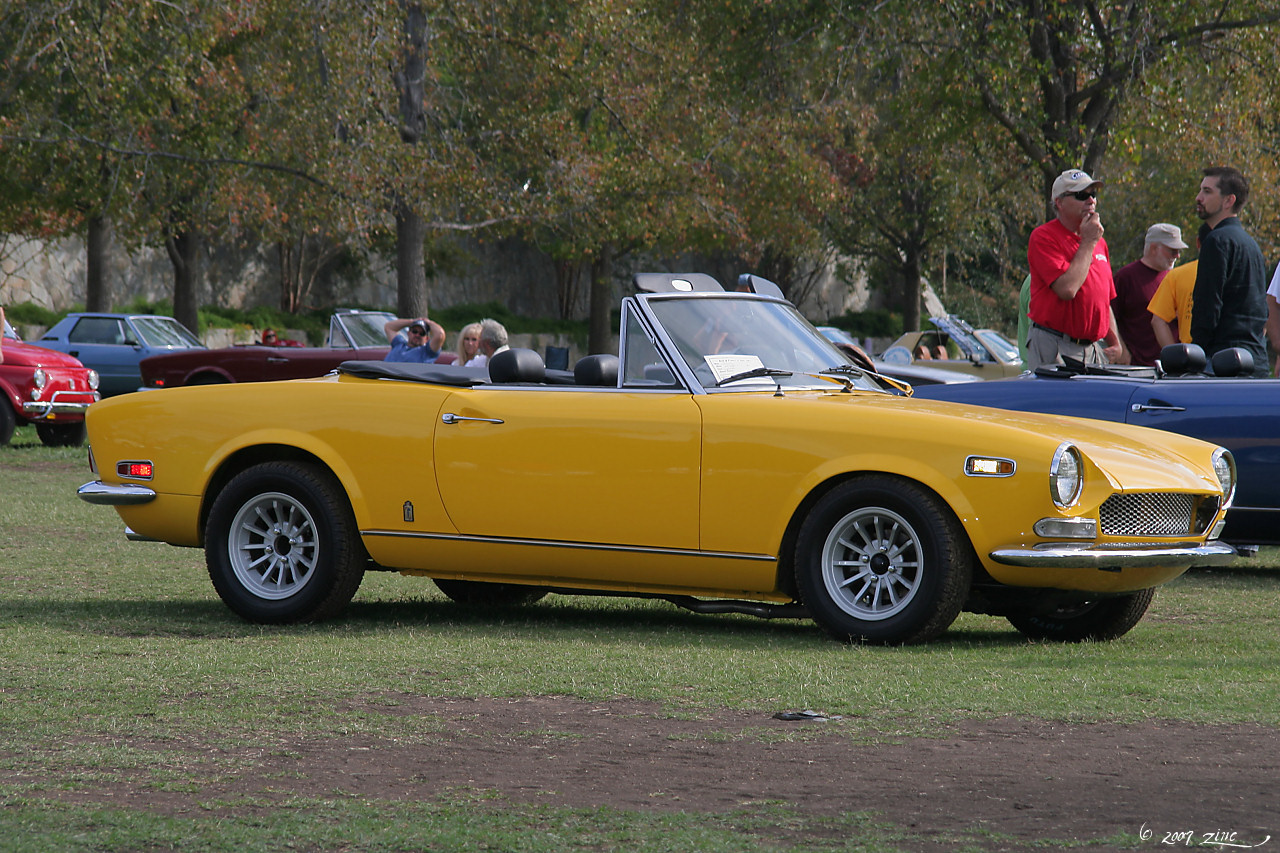
Fiat 124 Sport Spider (1970)
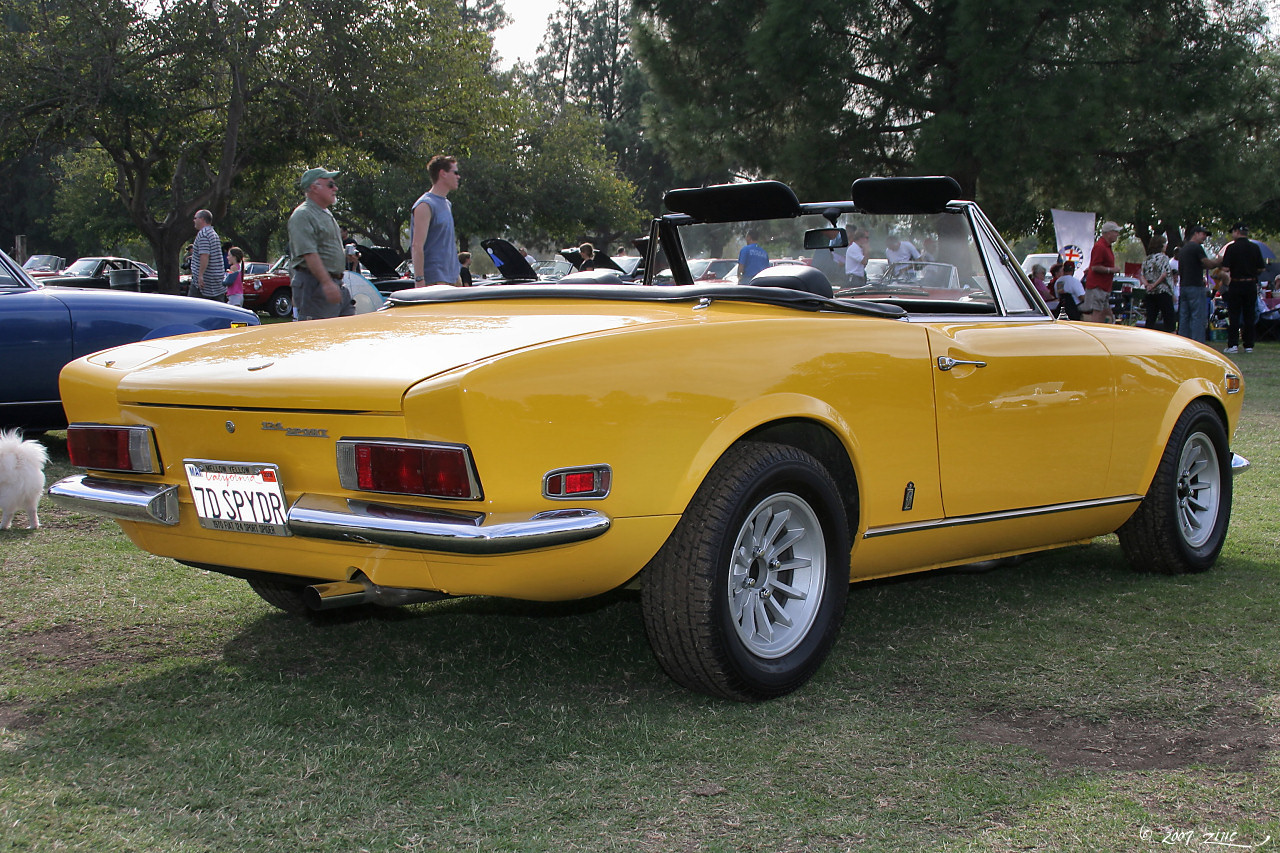
Fiat 124 Sport Spider (1970)
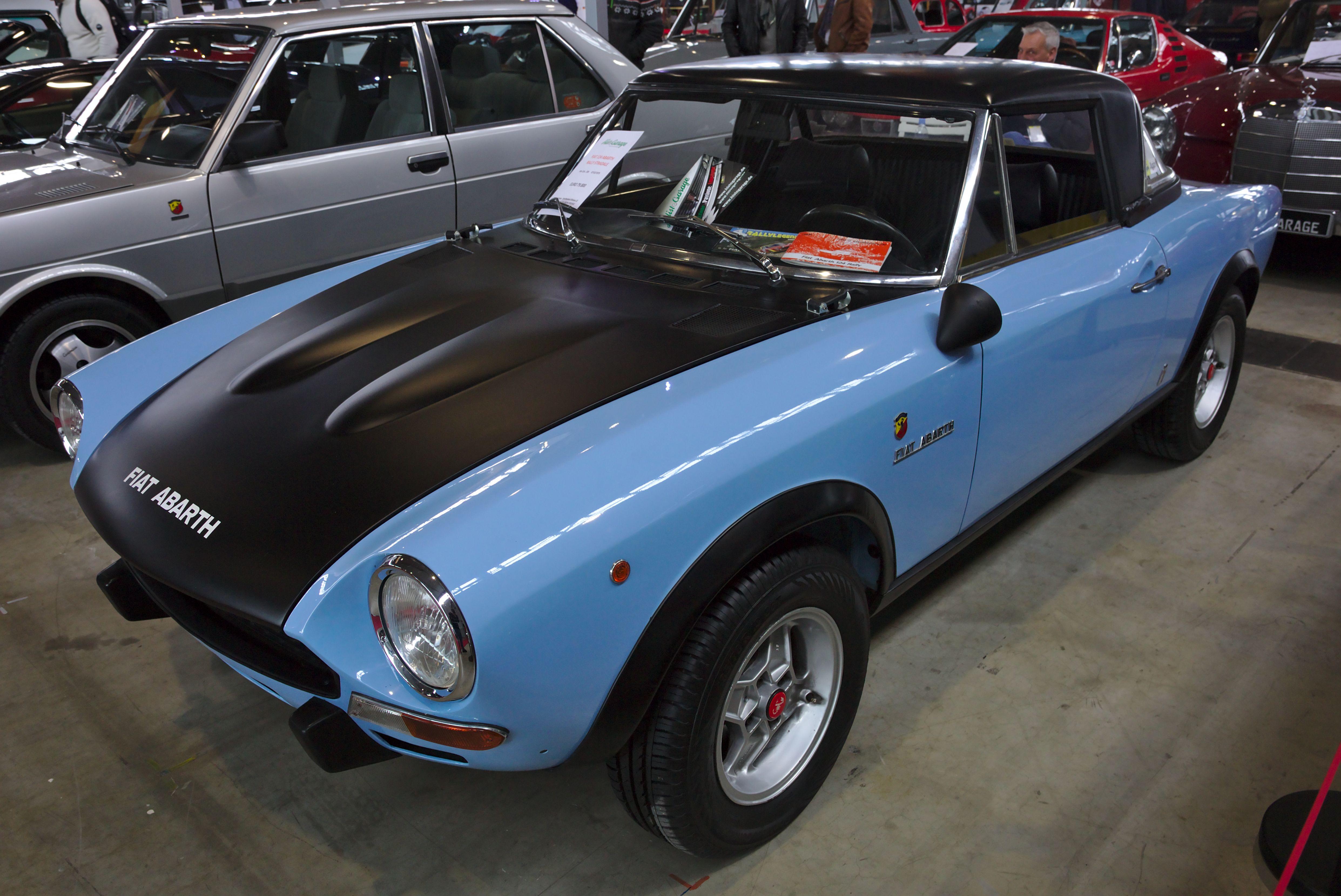
Fiat 124 Abarth Rally versión de calle (1972-1976)

## El 124 en el mundo

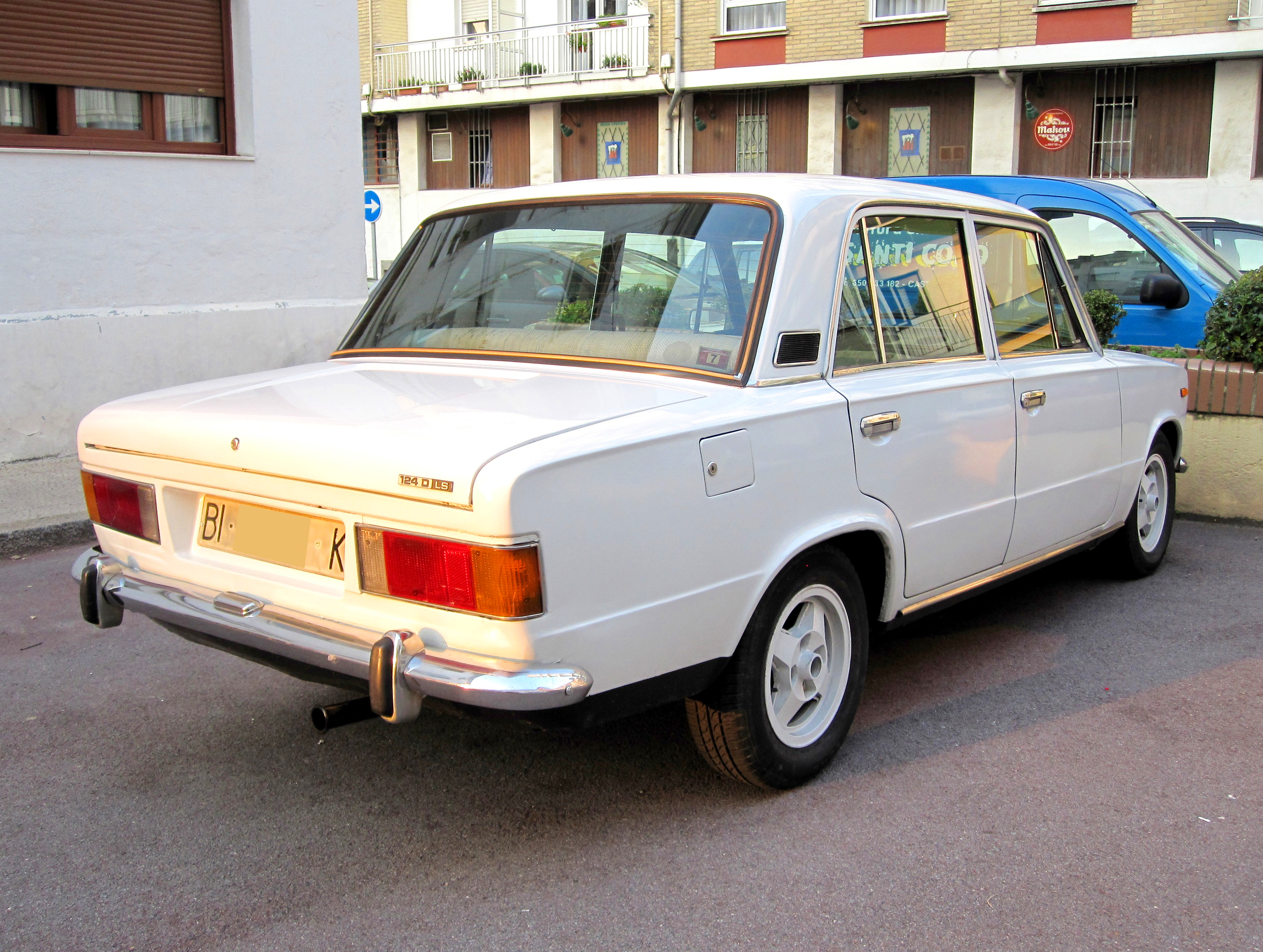
SEAT 124 D LS (1976).

En España SEAT fabricó más de 896.000 unidades del SEAT 124 entre 1968 y 1980, incluyendo la segunda y tercera versión del «124 Sport Coupé» entre 1969 y 1975. Con un frontal parecido al del Fiat 125, el modelo también fue vendido como SEAT 1430, del que se fabricaron 255.414 unidades.
El Zhiguli fue fabricado bajo licencia en la Unión Soviética y luego en Rusia sobre la plataforma mecánica del Fiat 124 hasta 2008, siendo la variante más fabricada del mismo (se estima que al menos 17 millones), junto con otras variantes con licencia fabricadas alrededor del mundo.
Otras unidades del Fiat 124 salieron también de plantas situadas en Bulgaria y Turquía, en este caso como TOFAŞ Murat 124. En 1986, veinte años después de su lanzamiento en Italia, se empezó a fabricar por Premier en la India con la carrocería del SEAT 124-D "Versión ´75", en este caso con un motor de origen Nissan. Entre 1970 y 1973, en Corea del Sur algunas unidades de este coche fueron ensambladas por el fabricante KIA, que fueron conocidas localmente como los «Fiat-KIA 124».[cita requerida]